# Coptocercus nigritulus
Coptocercus nigritulus är en skalbaggsart som beskrevs av Blackburn 1889. Coptocercus nigritulus ingår i släktet Coptocercus och familjen långhorningar. Inga underarter finns listade i Catalogue of Life.